# انقلاب 1975 في نيجيريا
في 29 يوليو 1975، وقع انقلاب عسكري غير دموي في نيجيريا، حيث أطاح فصيل من صغار ضباط القوات المسلحة النيجيرية بحُكم يعقوب جون (الذي تولى السلطة في الانقلاب المضاد 1966). أعلن العقيد جوزيف نانفين غاربا عن الانقلاب في إذاعة راديو نيجيريا (التي أصبحت مؤسسة الإذاعة الفيدرالية في نيجيريا سنة 1978). في وقت الانقلاب، كان يعقوب جون يحضر القمة الثانية عشرة لمنظمة الوحدة الأفريقية في كمبالا، أوغندا. عيّن مدبرو الانقلاب العميد مورتالا محمد رئيسًا للدولة، والعميد أولوسيجون أوباسانجو نائبه. كان الدافع وراء الانقلاب هو تعاسة صغار الضباط بسبب عدم إحراز جون تقدما نحو الحكم الديمقراطي.
مورتالا محمد، الذي أكسبته سياساته وحسمه دعماً شعبياً واسعاً ورفعته إلى مرتبة البطل الشعبي، بقي في السلطة حتى 13 فبراير 1976 عندما اغتيل خلال محاولة الانقلاب سنة 1976. خلفه أولوسيجون أوباسانجو كرئيس للدولة.